# 弗羅斯塔
弗羅斯塔（挪威語：Frosta）是挪威特倫德拉格郡的一個市镇，行政中心为弗羅斯塔村。市镇面积为76平方公里，人口数量为2,627人（2020年），人口密度为每平方公里35.4人。